# サイモト自転車
サイモト自転車株式会社（さいもとじてんしゃ）は、大阪府堺市にある自転車メーカーである。

## 概要
- 代表者　代表取締役社長　祭本茂
- 本社所在地　大阪府堺市西区浜寺石津町中1-2-26
  - 関東支店　埼玉県幸手市上宇和田572-11
  - 東海営業所　愛知県弥富市楠1-30
  - 九州支店　福岡県福岡市東区東浜2-1-22
  - 北海道営業所　北海道北広島市大曲工業団地3-5-3
- 関連企業
  - 敷島自転車株式会社（大阪府堺市）
  - 上海サイモト自行車有限公司（中国上海市）

## 車種
イオンで売られている「パンクに強い自転車」など。安価なのが特徴。
オートライトはハブダイナモこそシマノ製を使っているが、ライト部分はオリジナルと思われる電球を使用したシンプルなもの。外装6段変速にもローラーブレーキを使っている。
MTBブーム全盛時の90年代初頭には「狼」と「illusion」を掛け合わせた造語である「OKAMILLUSION」ブランドの高級MTBをリリースしていたが、現在はこうした高級品はリリースしていない。